# Разтърси живота си
„Разтърси живота си“ (на английски: Rock Your Life) е автобиографична книга на германския рок музикант и китарист Рудолф Шенкер, издадена на 1 октомври 2009 г. в Германия. Книгата е написана с помощта на музикалния журналист Ларс Аменд и описва живота на Рудолф Шенкер, който е основател на най-успешната германска група „Скорпиънс“ и преминава през цялата кариера на групата, включително начина, по който той и неговите колеги в „Скорпиънс“ стават световно известни, а групата търговски успешна. Предговорът на „Разтърси живота си“, е написан от приятеля на Рудолф Шенкер, световноизвестният бразилски писател Паулу Коелю, който е и почитател на „Скорпиънс“.
В началото на месец октомври 2010 г. в България книгата е преведена и издадена и малко по-късно става номер едно по-продажби в България за месец ноември. В деня преди концерта на групата в София, Рудолф Шенкер е поканен от издателство „Махалото“ да представи своята книга, като това е обвързано и с раздаване на автографи от него върху книгата.

## Препратки
1. ↑  Шенкер, Аменд 2010.
2. ↑  Dengler 2010.
3. ↑  Шенкер, Аменд 2010, с. 10 – 13.
4. ↑  Шенкер, Аменд 2010, с. 7 – 9.
5. ↑  Avtora 2010.
6. ↑  Грънчаров 2010.
7. ↑  Грънчаров 2010а.